# Рабия Султан-бегим
Рабия Султан-бегим, (около 1435 — 1485 год) — дочь Улугбека, выданная замуж за Абулхайр-хана. Мать трёх его сыновей, в том числе Кучкунджи-хана. В её честь сыновья  построили мавзолей в городе Туркестан.

## Биография
Рабия Султан-бегим — дочь учёного астронома и правителя государства Тимуридов Улугбека. Родилась, предположительно, в середине 1430-х годов в столичном Самарканде. У Улугбека было несколько дочерей Тагай Туркан, Хан-зада-бегим, Кутлуг Туркан ага, Султан бахт, Ак Баш, а также Рабия Султан бегим.
В 1449 году Улугбек был свергнут и убит своим сыном Абд аль-Латифом, который за такое отцеубийство был убит в 1450 году. Власть получил освобождённый из тюрьмы двоюродный брат Рабии, Абдуллах ибн Ибрахим, который ранее, в ходе междоусобицы, выступал на стороне её отца Улугбека. Но в 1451 году тимурид Абу Саид с помощью правителя кочевников-узбеков Абулхайр-хана победил Абдуллаха и казнил его. Абу Саид со своим войском первым вошел в Самарканд и не позволил узбекам его разграбить, а в качестве одного из подарков, призванных задобрить союзника после этого инцидента, преподнёс Рабию (свою троюродную сестру), которая стала четвёртой женой Абулхайр-хана. Как подчеркивает американский ученый Оллворс, Рабия султан бегим «связала Шибанидов и Тимуридов родственными узами и создала политический альянс между двумя соперничавшими группировками».
 Сам Мирзо Улугбек был женат на дочери узбекского хана Абулхайир-хана, от которой у него был сын Тимур, умерший в детстве.
У Рабии было три сына от Абулхайра: Кучкунджи-хан, Суюнчходжа-хан и Ак-Бурун-султан. Рабия Султан Бегим пользовалась уважением народа и имела влияние на политику. Так, она помогла своему племяннику Мухаммада Джуки когда он запросил помощи в борьбе с Абу Саидом за Самарканд. Абулхайр тепло принял его как родственника жены и согласился помочь.
После смерти мужа в 1468 (или 1469) году жила в городе Туркестан и умерла в 1485 году. На надгробном камне Рабии написано, что она «была известна благими делами и отличалась благородностью». В произведении «История Абу-л-Хайр-хана» её называют «шахиня, величайшая мать, колыбель и высочайшее покрывало, Билкис своего времени» (то есть, сравнивают с царицей Савской). В её честь был построен мавзолей, сохранившийся до конца XIX века и заново отстроенный в 1980-м году.

## В культуре
- Рабия Султан-бегим играет заметную роль в романе «Заговорённый меч» (трилогия «Кочевники») казахского писателя Ильяса Есенберлина; подвергается незаслуженной ревности со стороны подозрительного Абулхайр-хана.
- Является персонажем фильма «Казахское ханство: Алмазный меч» (2016), снятом по мотивам романа; в фильме ей приписывается (необоснованно) роман с Жанибек-ханом[11].

## Внешние ссылки
МАВЗОЛЕЙ РАБИЯ СУЛТАН БЕГІМ, ХV В.